# Merinos (Uruguay)
Merinos es una localidad uruguaya del departamento de Paysandú, ubicada en el municipio de Guichón.

## Geografía
La localidad se ubica al sureste del departamento de Paysandú, sobre la cuchilla de Haedo, límite con el departamento de Río Negro, junto a la línea de ferrocarril Salto-Paso de los Toros con estación correspondiente al km 354 y sobre la ruta Nº 25. Aproximadamente 120 km de carretera la separan de la capital departamental Paysandú, mientras que la ciudad más próxima es Guichón, ubicada 35 km al oeste de Merinos.

## Historia
Los terrenos en los que hoy se encuentra la localidad pertenecieron en sus orígenes a la estancia Los Merinos, de donde surgió su nombre. Desde 1835 la estancia perteneció a Fructuoso Rivera, hasta que en 1863 fue adquirida por una compañía inglesa para la construcción de las vías férreas.
La localidad surgió con la construcción del ferrocarril Midland del Uruguay, fundándose una estación en la zona el 15 de agosto de 1889. 10 años más tarde se fundó la primera escuela primaria de la localidad.
En sus inicios en la zona existía una fábrica de jabones, un matadero de caballos, un saladero y una cabaña llamada La Buena Estrella. También funcionaba allí una planta de ensamblado de autos 0 km de la compañía Ford a cargo del Sr. Muzzo.
Durante la batalla de Tres Árboles, Merinos fue un punto de auxilio de heridos donde funcionaba la Cruz Roja.
Posteriormente a 1924 la localidad comenzó a perder importancia debido a la extensión de las líneas férreas a Paysandú, Salto y Artigas. Sin embargo con el tiempo se fueron instalando los servicios de luz eléctrica, agua potable y telefonía.
La localidad fue elevada oficialmente a la categoría de pueblo por ley 16232 del 19 de noviembre de 1991.

## Población
Según el censo del año 2011 la localidad contaba con una población de 528 habitantes.
| 559           | 405 | 435 | 483 | 540 | 528 |
| (Fuente: INE) |     |     |     |     |     |